# Recado
El recado o recaudo es una mezcla de especias típico de las gastronomías guatemalteca, mexicana y salvadoreña, que se usan para marinar o sazonar principalmente guisos, tamales, escabeches y platos de carne. Tradicionalmente preparan de forma casera a partir de moler las diferentes especias en un molcajete, aunque también se encuentran en los mercados y supermercados del país ya mezclados en formato de pasta o en polvo. Antiguamente se encontraba en las recauderías.
Los recaudos surgen del mestizaje entre las tradiciones culinarias nativas de Mesoamérica y la influencia española; muchas de las especias usadas en los recaudos llegaron a América desde el Viejo Mundo: la canela, el clavo de olor, el comino, el orégano, etcétera, mientras que otras especias son de origen prehispánico: el achiote, el epazote, los chiles, etcétera.

## Terminología
Antiguamente, en el español dialectal mexicano, se entendía recaudo como «especias» y el punto de venta, las recauderías, tienditas especializadas en todo tipo de especias. Este tipo de tiendas han venido desapareciendo y el término recaudería se usa como sinónimo de frutería o verdulería. Según el político lingüista Francisco J. Santamaría (1886-1963), el recaudo son las «especias y, en general, ingredientes como chile, tomate, etc., que sirven para condimento en las cocinas; verduras que para el consumo doméstico se llevan diariamente del mercado».
En el plano etimológico, podría provenir de recabdo, que en el resto de variedades del español evoluciona a «recado», mientras que en México deriva a «recaudo» (que no tiene que ver con «recaudar», de creación posterior), o tal vez sea una epéntesis de recado.

## Tipos de recaudo

### Recaudo blanco
El recaudo blanco o recaudo de puchero consiste en ajo, canela, cilantro, clavo de olor, comino, orégano, pimienta de Tabasco y sal.[cita requerida]

### Recaudo rojo
El recado rojo o recado colorado consiste en achiote, ajo, canela, clavo de olor, comino, orégano, pimienta negra, pimienta de Tabasco y sal.

### Recado negro
El recado negro o recado de chilmole consiste en ajo, canela, cilantro, clavo de olor, comino, orégano, pimienta de Tabasco y sal.